# Ağcakeçili, Zile
Ağcakeçili là một xã thuộc huyện Zile, tỉnh Tokat, Thổ Nhĩ Kỳ. Dân số thời điểm năm 2011 là 133 người.